# Кансух аль-Гаурі
Аль-Ашраф Кансух аль-Гаурі (араб. الأشرف قانصوه الغوري; 1441 — 24 серпня 1516) — передостанній мамелюкський султан Єгипту з черкеської династії Бурджитів.

## Життєпис
Був рабом султана Кайтбея аль-Ашрафа (1468–1496), після отримання свободи призначається джамдаром (відовідальний за одяг, на кшталт камердинера). 1481 року стає кашифом (керуючим) Нижнього Єгипту. 1484 року став еміром-десятником і командувачем мамелюкськими гарнізонами в Тартусі, Алеппо та Малатьї. 1489 року отримує посаду начальника палацової служби, звитяжив при придушенні повстання 1493 року. За цим призначається джунди Малатьї. 1499 року отримав чин еміра-тисячника (султанских мамлюков рас наубат-ан-нуваб). 1501 року призначається послідовно на посади ад-давадара, візиря, устадара й головного кашифа.
20 квітня 1501 року після повалення й убивства султана Туман-бая I мамелюкські еміри обрали 60-річного головного візира Кансуха аль-Гаурі новим султаном Єгипту. Спочатку він відмовився зайняти трон, але під тиском емірів, які обіцяли йому віддано служити, був змушений погодитись.
На початку свого правління швидко придушив опозицію й наповнив султанську казну. Прибічники поваленого султана Туман-бая I були віддалені від двору, заарештовані, страчені чи заслані, а їхнє майно було конфісковане на користь держави.
Кансух аль-Гаурі обклав населення податком у вигляді орендної плати за десять місяців. Під дію податку також потрапили крамниці Каїра, лазні, млини, човнитощо. Він знижував вміст дорогоцінних металів у монетах, що карбувались, результатом чого став суттєвий прибуток, завдяки якому він, окрім платні своїм мамелюкам, набув значної кількості нових прибічників.
1503 року Кансух збудував новий іподром, що став одним з головних центрів мамелюкської громади. Значні кошти він витратив на укріплення фортець в Александрії, Розетті й Алеппо, на покращення доріг для паломництва до Мекки та на зведення будівель мечеті й медресе в Каїрі. Наприкінці 1506 або на початку 1507 року із Сирії до єгипетської столиці за наказом султана доставили плодові дерева, квітучі чагарники та кокосові пальми. Вони були висаджені на площі біля Цитаделі. Кансух аль-Гаурі був дуже захоплений цим проектом і полюбляв прогулюватися новим садом. У 1508 році там влаштували ставок та тераси.
Новий султан продовжив формувати корпус озброєних вогнепальною зброєю солдат, який він рекрутував з найманців та місцевих жителів, передусім з міських ремісників, для чого купував військове спорядження в Європі. Намагався також створити артилерію та регулярно відвідував навчальні стрільбища.
Витрачав значні кошти на створення військового флоту для захисту середземноморського узбережжя Єгипту й Сирії від піратських набігів та для оборони Червоного моря від вторгнення португальців. Португальські кораблі намагались завадити плаванню мусульманських суден за межами Червоного моря та поступово стали запливати через Аденському протоку, досягаючи Джидди, а султан Кансух, якого спонукали венеційські купці, вжив заходів у відповідь. 1505 року він відрядив флот під командуванням Хусайна аль-Курді до Індії, а 1508 об'єднаний флот єгиптян (перед тим його з Середземного до Червоного моря допомогли переправити венеційці) та індійського князівства Гуджарат завдав поразки португальському флоту. Утім 1509 року португальці реваншувались, розбивши ісламські кораблі у місцині Діу, біля Бомбея, після чого рештки єгипетського флоту повернулись на батьківщину. 1513 року було укладено торгівельну угоду з Венеційською республікою.
Загроза з боку Португалії змусила турків-османів і мамелюків тимчасово об'єднати свої сили. 1515 року єгипетський султан організував нову морську експедицію до Червоного моря. У ній взяв участь загін з 2 тисяч турецьких моряків під командуванням Сельмана Реїса, який діяв разом з Хасайном аль-Курді. Союзники дістались Ємену, захопили Забід, та не змогли взяти Аден.
Після вступу на турецький престол Селіма Явуза (1512—1520) стосунки між Османською імперією та мамелюками Єгипту різко загострились. 1514 року Селім I на чолі великої армії виступив у похід проти Сефевідського Ірану та завдав нищівної поразки шаху Ісмаїлу у битві при Чалдирані. Кансух аль-Гаурі був украй занепокоєний посиленням турків-османів. Він відмовився вступити у союз з османським султаном Селімом проти Сефевідів та вирішив підтримати шаха Ісмаїла.
1516 року мамелюкський султан Кансух аль-Гаурі прибув з Єгипту до Алеппо (Сирія), де зібрав велику (80 тисяч осіб), але слабко організовану армію. Османський султан Селім Явуз, який планував новий похід проти сефевідського шаха Ісмаїла, змінив свої плани й у серпні 1516 року виступив у похід на мамелюкські володіння в Сирії.
24 серпня 1516 року на північ від Алеппо, при Мардж Дабіку відбулась битва, що відіграла вирішальну роль у долі мамелюкської держави. 65-тисячна османська армія розбила 80-тисячне військо мамелюків. На початку битви мамелюки навіть мали певний успіх, султан Кансух аль-Гаурі на чолі кінноти прорвався до шатра султана Селіма, але той виявився порожнім. Мамелюкська кіннота не витримала вогню османських гармат і мушкетів. Сам султан Кансух аль-Гаурі загинув у бою, за деякими даними, його отруїли. На бік османів перейшов намісник Алеппо Гайр-бей з загоном мамелюків. Султан Селім Явуз вступив у Дамаск і за місяць заволодів усією Сирією.

## Творчість
В його доробку є рукописна збірка віршів «Божественні касиди…» (зберігається тепер у Королівській бібліотеці Данії), до якої увійшли здебільшого вірші релігійного змісту. В них автор — смиренний мусульманин, правитель, всі думки якого звернені до Аллаха, а всі справи на гаразди підданих. Разом з тим звернення до суфійської тематики відбиває значну роль суфізму в мамлюцькій спільноті. Поетичну відповідь Кансуха аль-Гаурі на присвячений йому панегірик наводить у своєму біографічному словнику Наджм-ад-Дін аль-Газі. Відомі два прозові твори самого аль-Гаурі.
Султан заохочував переклади книг. Також уславився як засновник першої при мамлюцькому дворі майстерні з ілюстрації рукописів.